# Certhilauda chuana
La alondra chuana (Certhilauda chuana) es una especie de ave paseriforme de la familia Alaudidae endémica del África austral.
Se encuentra en Botsuana y Sudáfrica. Su hábitat natural es la sabana.
La especie pone de dos a tres huevos. La incubación dura alrededor 15 días, la más larga de cualquier especie de alondra africana. Después de que las crías dejen el nido se quedan con sus padres de 6 a 8 semanas. Hay alguna variación en las estrategias de reproducción en la especie, ya que la población oriental (en Sudáfrica) cría varias nidadas por estación de cría, mientras que la población occidental (en Botsuana) cría una sola por estación.